# Cis bimaculatus
Cis bimaculatus is een keversoort uit de familie houtzwamkevers (Ciidae). De wetenschappelijke naam van de soort werd in 1855 gepubliceerd door Philibert Germain.